# Bigamie (film, 1953)
Pour les articles homonymes, voir Bigamie (homonymie).
Pour plus de détails, voir Fiche technique et Distribution.
Bigamie (The Bigamist) est un film américain d'Ida Lupino, sorti en 1953.

## Synopsis
Eve (Joan Fontaine) et Harry Graham (Edmond O'Brien) sont mariés depuis huit ans. Eve, qui ne peut avoir d'enfant, s'investit dans la gestion de l'entreprise de congélation de son mari à San Francisco, qu'elle fait rapidement prospérer. Mais Harry trouve qu'elle délaisse trop leur vie de couple pour ses affaires. Celui-ci, de son côté, exerce ses fonctions professionnelles de vendeur à Los Angeles, où il se sent bien seul.
Eve et Harry décident d'adopter un enfant. La démarche implique une enquête de routine sur leur moralité et leur capacité à élever un enfant, ce qui semble troubler Harry. Monsieur Jordan (Edmund Gwenn), l'enquêteur chargé de cette mission, finit par découvrir que Harry mène une double vie, ayant épousé à Los Angeles sa maîtresse Phyllis Martin (Ida Lupino), une serveuse dans un restaurant chinois, tombée enceinte à l'issue d'une longue liaison platonique avec Harry. Démasqué à sa résidence de Los Angeles, Harry explique alors à Jordan comment il en est arrivé à cette situation de bigamie.

## Fiche technique
Sauf indication contraire, les informations mentionnées dans cette section peuvent être confirmées par la base de données cinématographiques IMDb,  présente dans la section « Liens externes ».
- Titre original : The Bigamist
- Titre français : Bigamie[1]
- Réalisation : Ida Lupino
- Scénario : Collier Young d'après une histoire de Larry Marcus et Lou Schor
- Photographie : George E. Diskant
- Montage : Stanford Tischler
- Musique : Leith Stevens
- Direction artistique : James W. Sullivan
- Producteur : Collier Young
- Producteur associé : Robert Eggenweiler
- Société de production : The Filmakers
- Société de distribution : Filmakers Releasing Organization
- Pays de production :  États-Unis
- Langue : anglais
- Format : Noir et blanc — 35 mm — 1,37:1 — Son : Mono (RCA Sound System)
- Genre : Film dramatique, Film noir
- Durée : 80 minutes
- Date de sortie : 
  - États-Unis : 3 décembre 1953

## Distribution
- Joan Fontaine : Eve Graham
- Ida Lupino : Phyllis Martin
- Edmund Gwenn : monsieur Jordan
- Edmond O'Brien : Harry Graham / Harrison Graham
- Kenneth Tobey : l'avocat Tom Morgan
- Jane Darwell : madame Connelley
- Peggy Maley (en) : l'opératrice téléphonique
- Lillian Fontaine : madame Higgins, la propriétaire
- Matt Dennis (en) : (lui-même) le chanteur
- John Maxwell : le juge

## Autour du film
Lorsque Harry Graham visite Beverly Hills en bus, le conducteur et commentateur présente les habitations et nomme un certain nombre de vedettes de l'époque tels James Stewart, Barbara Stanwyck et même l'échotière Louella Parsons. Est également évoqué Edmund Gwenn, « inoubliable père-Noël » dans le film Le Miracle de la 34e rue ; il s'agit du comédien qui joue le rôle de monsieur Jordan dans ce film.